# Лейк-Матьюс (Каліфорнія)
Лейк-Матьюс (англ. Lake Mathews) — переписна місцевість (CDP) в США, в окрузі Ріверсайд штату Каліфорнія. Населення — 5972 особи (2020).

## Географія
Лейк-Матьюс розташований за координатами 33°49′30″ пн. ш. 117°22′6″ зх. д. / 33.82500° пн. ш. 117.36833° зх. д. (33.824966, -117.368343).  За даними Бюро перепису населення США в 2010 році переписна місцевість мала площу 41,25 км², уся площа — суходіл.

## Демографія
Згідно з переписом 2010 року, у переписній місцевості мешкало 5890 осіб у 1847 домогосподарствах у складі 1495 родин. Густота населення становила 143 особи/км².  Було 1978 помешкань (48/км²).
Расовий склад населення:
| - 72,0 % — білих - 4,3 % — чорних або афроамериканців - 3,3 % — азіатів - 1,0 % — корінних американців - 0,1 % — вихідців з тихоокеанських островів - 15,1 % — осіб інших рас |

До двох чи більше рас належало 4,3 %. Частка іспаномовних становила 30,7 % від усіх жителів.
За віковим діапазоном населення розподілялося таким чином: 24,0 % — особи молодші 18 років, 63,7 % — особи у віці 18—64 років, 12,3 % — особи у віці 65 років та старші. Медіана віку мешканця становила 41,0 року. На 100 осіб жіночої статі у переписній місцевості припадало 105,7 чоловіків;  на 100 жінок у віці від 18 років та старших — 102,9 чоловіків також старших 18 років.
Середній дохід на одне домашнє господарство  становив 90 870 доларів США (медіана — 68 140), а середній дохід на одну сім'ю — 92 508 доларів (медіана — 70 635). Медіана доходів становила 48 088 доларів для чоловіків та 47 067 доларів для жінок. За межею бідності перебувало 12,8 % осіб, у тому числі 22,2 % дітей у віці до 18 років та 2,8 % осіб у віці 65 років та старших.
Цивільне працевлаштоване населення становило 2240 осіб. Основні галузі зайнятості: роздрібна торгівля — 17,0 %, освіта, охорона здоров'я та соціальна допомога — 15,5 %, будівництво — 15,1 %.